# Kanekoa lalashana
Kanekoa lalashana är en skalbaggsart som först beskrevs av Michitaka Shimomura 1980.  Kanekoa lalashana ingår i släktet Kanekoa och familjen långhorningar.
Artens utbredningsområde är Taiwan. Inga underarter finns listade i Catalogue of Life.